# Yugendran
Yugendran (Tamil: யுகேந்திரன், malayalam: യുഗേന്ത്രൻ) (nacido en Chennai el 20 de diciembre de 1976, cuyo nombre verdadero es Yugendran Vasudevan Nair), es un actor de cine y cantante indio, que ha interpretado más de 600 canciones. También es director de música ocasionalmente.

## Biografía
Yugendran es hijo del actor y cantante de playback o reproducción, Malaysia Vasudevan. Tiene 2 hermanas llamadas Pavithra y Prashanthini. Prashanthini es una cantante de playback intérprete en lengua Tamil y ha interpretado en películas como 12B, Veyil y Aayiram Vaaranam. 

## Carrera
Yugendran se inició en la industria de la música como un mirundangist, hizo su debut como solista a la edad de 10 años. En su estilo  mirundanga Arangetram, contaba con el apoyo del Dr. Balamurali Krishna, que lo acompañaba en el violín y la presencia del Illaiyaraja, del propio maestro. Su primera canción fue interpretada para una película titulada "Uzhavan Magan", en la que interpretaba la voz de un niño pastor. Luego pasó a cantar en espectáculos con su padre realizando giras de conciertos en la India, así como en el extranjero. Hasta la edad de 14 años, ya solía cantar duetos en el escenario, sobre todo con intérpretes femeninas. Después de sus conciertos, se fue a realizar actuaciones en solitario en otros países como Suiza, Sri Lanka, Singapur, Malasia, Estados Unidos, incluso antes de convertirse en un cantante de playback o reproducción.

## Filmografía

### Como actor
| Año  | Película                        | Personaje           | Idioma | Notas   |
| ---- | ------------------------------- | ------------------- | ------ | ------- |
| 2001 | Poovellam Un Vasam              | Karna               | Tamil  |         |
| 2002 | Youth                           | Pratap              | Tamil  |         |
| 2002 | Bagavathi                       | Anand               | Tamil  |         |
| 2003 | Student Number 1                | Sathya              | Tamil  |         |
| 2003 | Kaiyodu Kai                     |                     | Tamil  |         |
| 2003 | Anbe Anbe                       | Shiva               | Tamil  |         |
| 2004 | Oru Murai Sollividu             |                     | Tamil  |         |
| 2004 | Madurey                         | Jeevan              | Tamil  |         |
| 2004 | Alaiyadikkuthu                  | 2005                | Tamil  |         |
| 2005 | Thirupachi                      | Inspector Veluchamy | Tamil  |         |
|      | Ullakadathal                    |                     | Tamil  |         |
| 2007 | Muthal Kanave                   | David               | Tamil  |         |
| 2008 | Nenjathai Killadhe              | Meyyappan           | Tamil  |         |
| 2008 | Muniyandi Vilangial Moonramandu | Raju                | Tamil  |         |
| 2008 | Pachai Nirame                   |                     | Tamil  |         |
| 2009 | Rajadhi Raja                    |                     | Tamil  |         |
| 2009 | Newtonin Moondram Vidhi         | Deva                | Tamil  |         |
| 2011 | Yuddham Sei                     | Inba                | Tamil  |         |
|      | Kadhal Samrajyam                |                     | Tamil  | delayed |

### Como cantante
| Nombre de la canción          | Nombre del álbum       | Co-intérpretes                               | Música             |
| A samba A samba               | Pandavar Bhoomi        | Subha, TL. Maharajan                         | Bharathwaj         |
| Aadi Aadi Vamma               | Indran                 | Srivarthini, Yugendran                       | Mani Sharma        |
| Adida! Nayaandiya             | Goa                    | S.P.B.Charan                                 | Yuvan Shankar Raja |
| Autograph                     | I Love You Daa         | Pop Shalini, Yugendran                       | Bharathwaj         |
| Carolinaa                     | Kadhal Sadugudu        | Karthik                                      | Deva               |
| Cherry Cherry Oh Cherry       | Love Channel           | Anuradha Sriram                              | Deva               |
| Enna Parkurai                 | Thavamai Thavamirundhu | Suchitra                                     | Sabesh Murali      |
| Kalayanamthan Katti           | Saamy                  | Kay Kay, Srilekha Parthasarathy              | Harris Jeyaraj     |
| Kilakke Paarthen              | Autograph              |                                              | Bharathwaj         |
| Koodaimela Kooda Vetchu       | Kannan Varuvan         | K.S. Chitra, S.P.B.Charan                    | Sirpy              |
| Kozhi Vandhadha               | Aahaa                  | Anuradha Sriram, Malaysia Vasudevan, Sujatha | Deva               |
| Mekki Mekki                   | Kaadhal Thirudaa       | Anuradha Sriram                              | Bharani            |
| Mullai Poo                    | Kadhal Samrajyam       | S.P.B.Charan, Venkat Prabhu                  | Yuvan Shankar Raja |
| Muthal Muthalai               | Laysa Laysa            | Madhumitha, Tippu                            | Harris Jeyaraj     |
| Nenjathai Killathae           | Nenjathai Killadhae    | Prashanthini, Yugendran                      | Premji Amaren      |
| Oh Shalalala Jamaai           | Junior Senior          | Prem, Yuvan Shankar Raja                     | Yuvan Shankar Raja |
| Oh.. Maria                    | Kadhalar Dhinam        | Devan, Febi Mani                             | A. R. Rahman       |
| Oru Mathiri                   | Kee Moo                | Prashanthini                                 | Elngo Kalaivanan   |
| Parthen Parthen               | Parthen Rasithen       | Reshmi                                       | Bharathwaj         |
| Patthe Patthe                 | Relax                  | Chorus                                       | Deva               |
| Picaso Oviyam                 | Royal Family           | Prasad                                       | Bharani            |
| Poddale Kaddila               | Kathal Jaathi          | Yuvan Shankar Raja                           | Ilayaraja          |
| Rosapoo Uthadula              | Thamizh                | Anuradha Sriram                              | Bharathwaj         |
| Sudumvarai Neruppu            | Jananam                | Balaji, Karthik, Timmy, Tippu                | Bharathwaj         |
| Suthuthae Suthuthaey          | Nepalí                 | Vijay                                        | Srikanth Deva      |
| Pollaachi Sandhaiyile         | Rojavanam              |                                              | Bharathwaj         |
| Vilakkuvonu Thiriya Paarkudhu | Devathayai Kanden      | Malathi                                      | Deva               |

### Como director musical
| Año  | Película           | Idioma | Notas                  |
| ---- | ------------------ | ------ | ---------------------- |
| 2007 | Veeramum Eeramum   | Tamil  |                        |
| 2008 | Nenjathai Killadhe | Tamil  | composed only one song |
| 2009 | Balam              | Tamil  |                        |
| 2011 | Nellai Santhippu   | Tamil  | Filming                |